# Седлець (Ленчицький повіт)
Седлець (пол. Siedlec) — село в Польщі, у гміні Ленчиця Ленчицького повіту Лодзинського воєводства.
Населення — 384 особи (2011).
У 1975-1998 роках село належало до Плоцького воєводства.

## Демографія
Демографічна структура станом на 31 березня 2011 року:
|          | Загалом | Допрацездатний вік | Працездатний вік | Постпрацездатний вік |
| -------- | ------- | ------------------ | ---------------- | -------------------- |
| Чоловіки | 201     | 38                 | 127              | 36                   |
| Жінки    | 183     | 32                 | 102              | 49                   |
| Разом    | 384     | 70                 | 229              | 85                   |